# Ludweiler
Ludweiler ist nach der Stadtmitte der zweitgrößte Stadtteil von Völklingen und zählt 5.772 Einwohner (Stand 31. Dezember 2021).

## Geographie

### Lage
Der Ort liegt im äußersten Südwesten des Saarlandes nahe der Grenze zu Frankreich/Lothringen. Ludweiler liegt in einem Waldgebiet, dem sogenannten Warndt.

### Klima

Niederschlagsdiagramm

Der Jahresniederschlag beträgt 871 mm und liegt damit im oberen Drittel der von den Messstellen des Deutschen Wetterdienstes erfassten Werte. 75 Prozent zeigen niedrigere Werte an. Der trockenste Monat ist der April; am meisten regnet es im Dezember. Im niederschlagreichsten Monat fällt ca. 1,3-mal mehr Regen, als im trockensten Monat. Die jahreszeitlichen Niederschlagschwankungen liegen im unteren Drittel. In nur 4 % aller Orte schwankt der monatliche Niederschlag weniger.

## Geschichte
Zahlreiche archäologische Funde belegen eine Besiedlung in vor- und frühgeschichtlicher Zeit, darunter das älteste Zeugnis für die Anwesenheit des vorgeschichtlichen Menschen im Saarland: der bekannte „Ludweiler Faustkeil“, ein etwa 125.000 Jahre altes Steinwerkzeug.
Am 8. Juni 1604 unterzeichnete Graf Ludwig II. von Nassau-Saarbrücken die Gründungsurkunde des nach ihm benannten Dorfes „Ludwigsweiler“. Darin erlaubt er zwölf Hugenotten geführt von den Adligen Daniel und Osias de Condé an der „Rixfurth im Warneth“ ein Dorf zu gründen. Der Vorgang ist insofern bemerkenswert, als die Grafen von Nassau-Saarbrücken im Jahre 1575 die Reformation nach lutherischem Bekenntnis eingeführt hatten und nach den Bestimmungen des Augsburger Religionsfriedens (1555) die Calvinisten nicht geduldet waren. Dennoch erhielten die Hugenotten in Ludweiler das Recht, eine eigene Pfarrei zu errichten. Zunächst war die Gottesdienstsprache französisch, erst im Laufe des 18. Jahrhunderts setzte sich deutsch als Sprache durch. Die reformierte Gemeinde von Ludweiler bildete mit der später errichteten reformierten Hofgemeinde in Saarbrücken eine eigene Klasse in der lutherischen Landeskirche. Dieser Zustand endete erst 1817 mit der sog. Saarbrücker Union.
Die hugenottischen Einwanderer brachten das Glasbläserhandwerk mit und führten die Glasindustrie an der Saar ein. Nach einigen Jahrzehnten verkürzte sich der Name Ludwigsweiler in Ludweiler. Wahrzeichen des Ortes ist die 1785 erbaute Hugenottenkirche am Marktplatz. Das alte Gemeindewappen von Ludweiler zeigt ein goldenes Hugenottenkreuz und im Herzschild den Löwen der Grafen von Saarbrücken.
Die erste katholische Kirche mit dem Patrozinium Herz-Jesu wurde in den Jahren 1929 und 1930 als Basilika in den Formen des Abstraktions-Historismus mit expressionistischen Einzelformen nach Plänen der Mainzer Architektengemeinschaft Ludwig Becker & Anton Falkowski erbaut und ersetzte eine ältere Wendalinuskapelle des aus Ludweiler stammenden Trierer Dombaumeisters Reinhold Wirtz aus den Jahren 1896/1897. Die Kapelle war so geplant, dass sie den Chorraum einer späteren katholischen Pfarrkirche hätte bilden sollen. Dieser Plan wurde allerdings so nicht verwirklicht. Stattdessen baute man die neue katholische Pfarrkirche an einer anderen Stelle.
Die neue Basilika war dreischiffig und hatte ein fünfjochiges Langhaus. Der Chorraum schloss dreiseitig, daneben erhob sich ein großer Chorflankenturm aus der Zeit nach dem Zweiten Weltkrieg. Die Außenfassade der Kirche und die Fenster zeigten typische Gestaltungselemente des kristallinen Expressionismus.
Die Kirche wurde wegen Grubensenkungen im Jahr 1999 abgerissen und im Jahr 2000 wurde der Neubau einer modernen Pfarrkirche eingeweiht.
Die Gemeinde Ludweiler wurde 1936 in Ludweiler-Warndt umbenannt.
Am 1. April 1964 wurde die Gemeinde Dorf im Warndt durch Ausgliederung aus den Gemeinden Großrosseln, Karlsbrunn und Ludweiler-Warndt neu gebildet.
Anlässlich der Gebiets- und Verwaltungsreform wurde die Gemeinde Ludweiler-Warndt am 1. Januar 1974 in die Mittelstadt Völklingen eingegliedert.

### Bergbau
Ludweiler ist eine alte Bergbaugemeinde. Bedingt durch den boomenden Bergbau im 19. und 20.  Jahrhundert sind viele Menschen zugewandert, um hier Arbeit und Brot zu finden.
Einige Bergmannssiedlungen entstanden. Viele örtliche Betriebe konnten vom nahen Bergbau profitieren.
Bedingt durch den Kohlebergbau kam es unter Teilen der Ortschaft (wie auch in anderen Gegenden des Warndts) zu Erdsenkungen. Hauptgrund dieser Erdbewegungen ist die nicht vorhandene bzw. mangelhafte Verfüllung der stillgelegten Abbaustollen. Durch diese sporadisch auftretenden Absenkungen gerieten mitunter ganze Häuserzeilen in Schieflage und wurden mit der Zeit unbewohnbar.
Verantwortliches Bergbauunternehmen ist die DSK (Deutsche Steinkohle AG). Am 25. April 2005 wurde die Förderung im Bergwerk Warndt eingestellt.

### Glashütten
In Warndt wurde 1616 die erste Glashütte des Saarlandes in Betrieb genommen. Insgesamt gab es allein in Warndt 23 Glashütten. Das große Waldgebiet bot den Brennstoff dafür. Heute erinnert ein Glas- und Heimatmuseum an diese Industrie.

## Politik
Ortsvorsteher: Andreas Willems (SPD)
stellvertretende Ortsvorsteherin: Sylvia Kuhn (SPD)
Die Stimmenverteilung im Ortsrat nach der letzten Kommunalwahl am 26. Mai 2019:
- SPD: 7 Sitze
- CDU: 4 Sitze
- Wir Bürger Völklingen: 2 Sitze

## Persönlichkeiten

### Söhne und Töchter des Ortsteils
- Uwe Hartmann (* 1959 in Ludweiler), Langstreckenläufer, deutscher Meister im Marathon

### Personen, die vor Ort gewirkt haben
- Reinhold Wirtz (1842–1898) war ein deutscher Architekt, Kommunalkreis- und Diözesanbaumeister des Bistums Trier nach dessen Plänen in den Jahren 1898 bis 1899 die Katholische Kapelle St. Wendalinus an der Lauterbacher Straße 150 errichtet wurde.
- Boris Obergföll (* 1973 in Völklingen als Boris Henry), Leichtathlet und Olympiateilnehmer, lebte in Ludweiler.